# Адалберт III Бохемски
Адалберт III Бохемски, Адалберт III фон Залцбург (на немски: Adalbert III von Böhmen; на латински: Adalbertus III Archiepiscopus Salzburgenzis; на чешки: Vojtěch III. Salcburský; * 1145 като Войтех; † 8 април 1200, Залцбург) е архиепископ на Залцбург (1168 – 1177 и 1183 – 1200). Той има конфликти с император Фридрих I Барбароса.

## Произход и духовна кариера
Той е син на бохемския крал Владислав II (1110 – 1174) от династията Пршемисловци и съпругата му Гертруда фон Бабенберг (1120 – 1150), дъщеря на маркграф Леополд от Бавария.
Адалберт живее като дякон в бохемския манастир „Страхов“ (на латински: Mons Sion) при Прага. След смъртта на архиепископ Конрад II фон Залцбург (негов чичо по майчина линия) на 28 септември 1168 г. Адалберт III е избран с всички гласове за негов последник. Тогава той тайно е заведен в Залцбург и там на 1 ноември 1168 г. е интронизиран. На 15 март 1169 г. той е помазан за епископ от Удалрих, патриархът на Аквилея, и получава скоро след това палиума от папа Александър III. При пристигането на император Фридрих I Барбароса през 1169 г. Адалберт трябва първо да се откаже от службата си и отива в манастирите Адмонт и Форау в Щирия.
Той живее след 1177 г. при патриарх Улрих II фон Трефен от Аквилея († 1182), след това като пропст в Мелник в Бохемия. На 19 септември 1183 г. със съгласието на императора той отново е избран за архиепископ/метрополит след Конрад I Вителсбах и остава такъв до края на живота си.
Адалберт III Бохемски умира на 8 април 1200 г. в Залцбург и е погребан пред олтара „Св. Андреас“ в катедралата на Залцбург.